# Ewen Maddock Dam
Ewen Maddock Dam är en sjö i Australien. Den ligger i delstaten Queensland, omkring 77 kilometer norr om delstatshuvudstaden Brisbane. Ewen Maddock Dam ligger 22 meter över havet. Arean är 2,4 kvadratkilometer. Den sträcker sig 3,0 kilometer i nord-sydlig riktning, och 2,5 kilometer i öst-västlig riktning.
I omgivningarna runt Ewen Maddock Dam växer i huvudsak städsegrön lövskog. Runt Ewen Maddock Dam är det ganska tätbefolkat, med 144 invånare per kvadratkilometer. Genomsnittlig årsnederbörd är 1 778 millimeter. Den regnigaste månaden är januari, med i genomsnitt 345 mm nederbörd, och den torraste är september, med 40 mm nederbörd.